# Varsolc község
Varsolc község (románul: Comuna Vârșolț) község Szilágy megyében, Romániában. Központja Varsolc, beosztott falvai Kisrécsepuszta, Krasznarécse.

## Népessége
A 2011-es népszámlálás adatai alapján a község népessége 2209 fő volt.